# Sokol Saratov
PFK Sokol Saratov (Russisch: Профессиональный футбольный клуб «Сокол») is een Russische voetbalclub uit Saratov.
De club werd in 1930 opgericht en speelde vanaf 1946 onder verschillende namen in de Sovjet competities. Tussen 1965 en 1970 en tussen 1971 tot 1991 speelde de club in de Eerste divisie van het voetbalkampioenschap van de Sovjet-Unie. In 1992 begon Sokol in de Russische Eerste divisie waarin het in 2000 kampioen werd. In het seizoen 2001 stond de club een tijd aan de leiding in de Premjer-Liga maar eindigde uiteindelijk als achtste. Een seizoen later degradeerde Sokol. In 2005 kende de club financiële problemen, kreeg puntenaftrek en degradeerde naar de Tweede divisie. Onder de naam Sokol Saratov werd echter een doorstart gemaakt in het amateurvoetbal. In 2006 promoveerde de club direct weer naar de Tweede divisie waarin het in het seizoen 2013/14 haar poule won. Na drie jaar degradeerde de club uit de eerste divisie en kon in 2013 terug promotie afdwingen. 

## Historische namen
- tot 1937: Dinamo Saratov
- 1938: Lokomotiv Saratov
- 1946: Dinamo Saratov
- 1954: Energija Saratov
- 1957: Lokomotiw Saratov
- 1961: Troed Saratov
- 1962: Sokol Saratov
- 1995: Sokol-PZjD Saratov
- 1998: Sokol Saratov
- 2005: Sokol-Saratov
- 2010: Sokol Saratov

SKA-Chabarovsk · 
Sjinnik Jaroslavl ·
Baltika Kaliningrad · 
KAMAZ ·
Jenisej Krasnojarsk ·  
Rodina Moskou ·
Torpedo Moskou · 
Tsjernomorets Novorossiejsk · 
Neftechimik Nizjnekamsk ·
Oefa · 
Oeral · 
Tsjajka Pestsjanokopskoje · 
Sokol Saratov ·
Sotsji ·
Tjoemen · 
Arsenal Toela ·
Alanija Vladikavkaz ·
Rotor Volgograd